# Every Kingdom
Every Kingdom — дебютний студійний альбом британського співака, автора пісень Бена Говарда. Реліз альбому відбувся в Великій Британій 30 вересня 2011 водночас на електронних носіях, CD, LP, і на обмеженій 200-й партії касет. Альбом досягнув четвертої сходинки (своєї пікової позиції) в It reached a peak chart position of number four in the UK Albums Chart 24 лютого 2013 року, як наслідок успіху на Brit Awards того ж тижня. Пісня з альбому були написані самими Беном Говардом і спродюсовані Рісом Бондом. Обкладинку створив Овен Тозер, взявши за основу фото Міккі Сміта і Роббі Боу.

## Сприйняття критиків
В цілому, альбом був позитивно прийнятий музичними критиками.

## Список композицій
1. Old Pine"
2. Diamonds
3. The Wolves
4. Everything
5. Only Love
6. The Fear
7. The Defeat
8. Keep Your Head Up
9. Gracious
10. Promise

Бонусні композиції
1. 7 Bottles

Випущено синглами
1. The Wolves
2. The Fear
3. Only Love
4. Old Pine